# Na szczytach władzy
Na szczytach władzy (ang. The Powers That Be, 1992–1993) – amerykański serial komediowy stworzony przez Davida Crane'a i Martę Kauffman.
Światowa premiera serialu miała miejsce 7 marca 1992 roku na kanale NBC. Ostatni odcinek został wyemitowany 16 stycznia 1993 roku. W Polsce serial nadawany był dawniej na antenie TVP1.

## Obsada
- John Forsythe jako William Powers
- Holland Taylor jako Margaret Powers
- Eve Gordon jako Jordan Miller
- Peter MacNicol jako Bradley Grist
- Valerie Mahaffey jako Caitlyn Van Horne
- David Hyde Pierce jako Theodore Van Horne
- Elizabeth Berridge jako Charlotte
- Joseph Gordon-Levitt jako Pierce Van Horne
- Robin Bartlett jako Sophie Lipkin